# Strukturna genomika
Strukturna genomika nastoji da opiše trodimenzione strukture svih proteina kodiranih u datom genomu. Ovaj na genomu zasnovani pristup omogućava primenu metoda određivanja strukture visokog kapaciteta putem kombinacije eksperimentnih metoda i modelulskog modelovanja. Glavna razlika između strukturne genomike i tradicionalnog strukturnog predviđanja je da strukturna genomika pokušava da odredi strukturu svih proteina kodiranih genomom, umesto da se usredsređuje na jedan specifični protein. Sa dostupnošću potpunih genomskih sekvenci, strukturna predviđanja se mogu brže vršiti putem kombinacije eksperimentalnih i teorijskih pristupa, posebno zato što veliki broj dostupnih sekvenciranih genoma i rešenih kristalnih struktura omogućava modelovanje proteinskih struktura koristeći prethodno ređene homologe.
Za razliku od tradicionalne strukturne biologije, određivanje proteinske strukture primenom strukturne genomike se često vrši pre nego što je poznata proteinska funkcija. Proteinske strukture su blisko povezane sa funkcijom proteina, te strukturna genomika ima potencijal da pruži inforacije o mogućim proteinskim funkcijama. Osim izučavanja proteinskih funkcija, strukturna genomika se može koristiti za identifikaciju novih proteinskih savijanja i potentijalnih bioloških ciljeva sa primenom u procesu otkrivanja lekova.

## Literatura
- Hooft RW, Vriend G, Sander C, Abola EE (1996). „Errors in protein structures”. Nature. 381 (6580): 272. PMID 8692262. doi:10.1038/381272a0.
- Marsden RL, Lewis TA, Orengo CA (2007). „Towards a comprehensive structural coverage of completed genomes: a structural genomics viewpoint”. BMC Bioinformatics. 8: 86. PMC 1829165 . PMID 17349043. doi:10.1186/1471-2105-8-86.
- Baker EN, Arcus VL, Lott JS (2003). „Protein structure prediction and analysis as a tool for functional genomics”. Appl. Bioinformatics. 2 (3 Suppl): S3—10. PMID 15130810.
- Goulding CW; Perry LJ; Anderson D;  . (2003). „Structural genomics of Mycobacterium tuberculosis: a preliminary report of progress at UCLA”. Biophys. Chem. 105 (2-3): 361—70. PMID 14499904.
- Skolnick J, Fetrow JS, Kolinski A (2000). „Structural genomics and its importance for gene function analysis”. Nat. Biotechnol. 18 (3): 283—7. PMID 10700142. doi:10.1038/73723.